# Johann Georg Michael
Johann Georg Michael (* 3. Mai 1804 in Bieber im Main-Kinzig-Kreis; † 24. März 1862 in Altenhaßlau (Linsengericht)) war ein evangelischer Pfarrer und Mitglied der kurhessischen Ständeversammlung.

## Leben
Nach dem Studium der evangelischen Theologie war Johann Georg Michael in Altenhaßlau als Pfarrer tätig, als er 1831 ein Mandat für die kurhessische Ständeversammlung erhielt.
Diese wurde nach den Unruhen im Jahre 1830 zum Zweck der Beratung und Verabschiedung einer Verfassung gebildet und hatte bis 1866 Bestand, als das Land Hessen durch Preußen annektiert wurde.
Michael blieb bis 1832 in dem Parlament.